# Гладкое многообразие
Гладкое многообразие — многообразие, наделенное гладкой структурой.
Гладкие многообразия являются естественной базой для построения дифференциальной геометрии.
На дифференциальных многообразиях вводятся дополнительные инфинитезимальные структуры — касательное пространство, ориентация, метрика, связность и т. д., и изучаются те свойства, связанные с этими объектами, которые инвариантны относительно группы диффеоморфизмов, сохраняющих дополнительную структуру.

## Определение
Пусть {\displaystyle X} — хаусдорфово топологическое пространство. 
Если для каждой точки {\displaystyle x\in X} найдется её окрестность {\displaystyle U}, гомеоморфная открытому подмножеству пространства {\displaystyle \mathbb {R} ^{n}}, то {\displaystyle X} называется локально евклидовым пространством, или топологическим многообразием размерности {\displaystyle n}. 
Пара {\displaystyle (U,\phi )}, где {\displaystyle \phi } — указанный гомеоморфизм, называется локальной картой {\displaystyle X} в точке {\displaystyle x}. 
Таким образом, каждой точке соответствует набор {\displaystyle n} вещественных чисел {\displaystyle (x^{1},\ldots ,x^{n})}, которые называются координатами в карте {\displaystyle (U,\phi )}. 
Множество карт {\displaystyle \{(U_{\alpha },\phi _{\alpha })\},\alpha \in A,} называется {\displaystyle C^{k}}-атласом {\displaystyle (0\leqslant k\leqslant \infty )} многообразия {\displaystyle X}, если:
- совокупность всех {\displaystyle U_{\alpha }} покрывает {\displaystyle X}, т.е. {\displaystyle X=\cup _{\alpha \in A}U_{\alpha }}
- для любых {\displaystyle \alpha ,\beta \in A} таких, что {\displaystyle U_{\alpha }\cap U_{\beta }\neq \varnothing }, отображение:

{\displaystyle \phi _{\alpha }^{\beta }=\phi _{\beta }\circ \phi _{\alpha }^{-1}:\phi _{\alpha }(U_{\alpha }\cap U_{\beta })\to \phi _{\beta }(U_{\alpha }\cap U_{\beta })}
является гладким отображением класса {\displaystyle C^{k}};
{\displaystyle \phi _{\alpha }^{\beta }} является отображением с отличным от нуля якобианом и называется отображением склейки карты {\displaystyle (U_{\alpha },\phi _{\alpha })} с картой {\displaystyle (U_{\beta },\phi _{\beta }).}
Два {\displaystyle C^{k}}-атласа называются эквивалентными, если их объединение снова образует {\displaystyle C^{k}}-атлас. 
Совокупность {\displaystyle C^{k}}-атласов разбивается на классы эквивалентности, называемые {\displaystyle C^{k}}-структурами, при {\displaystyle 1\leqslant k\leqslant \infty } — дифференциальными (или гладкими) структурами.
Топологическое многообразие {\displaystyle X}, наделенное {\displaystyle C^{k}}-структурой, называется {\displaystyle C^{k}}-гладким многообразием.

#### Замечания
- Если дополнительно отображения склейки являются аналитическими, то это определение даёт аналитическую структуру, иногда обозначаемую {\displaystyle C^{a}}-структурой.

### Комплексные многообразия
Задачи аналитической и алгебраической геометрии приводят к необходимости рассмотрения в определении дифференциальной структуры вместо пространства {\displaystyle \mathbb {R} ^{n}} более общих пространств {\displaystyle \mathbb {C} ^{n}} или даже {\displaystyle K^{n}}, где {\displaystyle K} — полное недискретное нормированное поле. Так, в случае {\displaystyle K=\mathbb {C} } рассматриваются голоморфные (аналитические комплексные) {\displaystyle C^{k}}-структуры ({\displaystyle k\geqslant 1}) и соответствующие гладкие многообразия — комплексные многообразия. При этом на любом таком многообразии есть и естественная настоящая аналитическая структура.

### Совместимые структуры
На любом аналитическом многообразии существует согласованная с ней {\displaystyle C^{\infty }}-структура, и на {\displaystyle C^{\infty }}-многообразии,{\displaystyle 0\leqslant k\leqslant \infty }, — {\displaystyle C^{r}}-структура, если {\displaystyle 0\leqslant r\leqslant k}. Наоборот, любое паракомпактное {\displaystyle C^{r}}-многообразие, {\displaystyle r\geqslant 1}, можно наделить аналитической структурой, совместимой с заданной, причем эта структура (с точностью до изоморфизма) единственная. Может, однако, случиться, что {\displaystyle C^{0}}-многообразие нельзя наделить {\displaystyle C^{1}}-структурой, а если это удается, то такая структура может быть не единственной. Например, число {\displaystyle \theta (n)} {\displaystyle C^{1}}-неизоморфных {\displaystyle C^{\infty }}-структур на {\displaystyle n}-мерной сфере равно:
| {\displaystyle n}          | 1 | 2 | 3 | 4 | 5 | 6 | 7  | 8 | 9 | 10 | 11  | 12 |
| -------------------------- | - | - | - | - | - | - | -- | - | - | -- | --- | -- |
| {\displaystyle \theta (n)} | 1 | 1 | 1 |   | 1 | 1 | 28 | 2 | 8 | 6  | 992 | 1  |

### Отображения
Пусть {\displaystyle f:X\to Y} — непрерывное отображение {\displaystyle C^{r}}-многообразий {\displaystyle X,Y}; оно называется {\displaystyle C^{k}}-морфизмом (или {\displaystyle C^{k}}-отображением, {\displaystyle k\leqslant r}, или отображением класса {\displaystyle C^{k}}) гладких многообразий, если для любой пары карт {\displaystyle (U_{\alpha },\phi _{\alpha })} на X и {\displaystyle (V_{\beta },\psi _{\beta })} на Y такой, что {\displaystyle f(U_{\alpha })\subset V_{\beta }} и отображение:
{\displaystyle \psi _{\beta }\circ f\circ \phi _{\alpha }^{-1}:\phi _{\alpha }(U_{\alpha })\to \psi _{\beta }(V_{\beta })}
принадлежит классу {\displaystyle C^{k}}. Биективное отображение {\displaystyle f}, если оно и {\displaystyle f^{-1}} являются {\displaystyle C^{k}}-отображениями, называется {\displaystyle C^{k}}-изоморфизмом (или диффеоморфизмом). В этом случае {\displaystyle X} и {\displaystyle Y} и их {\displaystyle C^{r}}-структуры называются {\displaystyle C^{k}}-изоморфными.

## Подмножества и вложения
Подмножество {\displaystyle Y} {\displaystyle n}-мерного {\displaystyle C^{k}}-многообразия {\displaystyle X} называется {\displaystyle C^{k}}-подмногообразием размерности {\displaystyle m} в {\displaystyle X}, если для произвольной точки {\displaystyle y\in Y} существует карта {\displaystyle (U,\phi )} {\displaystyle C^{k}}-структуры {\displaystyle X}, такая, что {\displaystyle y\in U} и {\displaystyle \phi } индуцирует гомеоморфизм {\displaystyle U\cap Y} с (замкнутым) подпространством {\displaystyle \mathbb {R} ^{m}\subset \mathbb {R} ^{n}}; иными словами, существует карта с координатами {\displaystyle (x^{1},\ldots ,x^{n})}, такая, что {\displaystyle U\cap Y} определяется соотношениями {\displaystyle x^{m+1}=\ldots =x^{n}=0}.
Отображение {\displaystyle f:X\to Y} называется {\displaystyle C^{k}}-вложением, если {\displaystyle f(X)} является {\displaystyle C^{k}}-подмногообразием в {\displaystyle Y}, а {\displaystyle X\to f(X)} — {\displaystyle C^{k}}-диффеоморфизм. 
Любое {\displaystyle n}-мерное {\displaystyle C^{k}}-многообразие допускает вложение в {\displaystyle \mathbb {R} ^{2n+1}}, а также в {\displaystyle \mathbb {R} ^{2n}.} Более того, множество таких вложений является везде плотным в пространстве отображений {\displaystyle C^{k}(X,\mathbb {R} ^{2n+1})} относительно компактно-открытой топологии.
Тем самым, рассмотрение гладких многообразий как подмногообразий евклидова пространства дает один из способов изучения их теории, этим путём устанавливаются, например, указанные выше теоремы об аналитических структурах.